# Campeonato Nacional B 2012-13 (Bolivia)
El Campeonato Nacional B Simón Bolívar 2012/13 fue la 24ª edición del torneo de la Copa Simón Bolívar que se realizó entre el 13 de octubre de 2012 y el 28 de abril de 2013.
El campeón del torneo fue el Guabirá que ascendió a la Temporada 2013/14
de la Liga del Fútbol Profesional Boliviano.

## Formato
Participan los clubes campeones de las 9 asociaciones departamentales, el campeón del Torneo Nacional Interprovincial, los 3 primeros lugares de la Copa Bolivia 2012 y los 2 últimos equipos en descender de la primera división de Bolivia.
El campeonato se dividirá en dos fases; la primera fase será la de grupos y la segunda, un hexagonal final todos contra todos.
Fase de Grupos
En esta fase se dividen a los 15 clubes participantes en 3 series; La serie A, la serie B y la serie C.
Los 9 campeones departamentales son distribuidos de forma regionalizada en los 3 grupos y los 6 clubes restantes serán ubicados mediante sorteo en las 3 diferentes series priorizando que queden lo más cerca posible de las sedes de sus series.
La serie A estará compuesta por los campeones departamentales de Santa Cruz, Beni, Pando, esta serie se jugará solo en Beni y Santa Cruz, los clubes de Beni y Santa Cruz pagarán los pasajes al equipo de Pando para su participación.
La serie B estará compuesta por los campeones departamentales de Cochabamba, La Paz y Oruro.
La serie C estará compuesta por los campeones departamentales de Tarija, Chuquisaca y Potosí.

## Datos de los equipos
| Equipo | Equipo                                        | Entrenador           | Entrenador        | Localidad               | Estadio                                       | Capacidad           |
| ------ | --------------------------------------------- | -------------------- | ----------------- | ----------------------- | --------------------------------------------- | ------------------- |
|        | Club 10 de Noviembre Wilstermann Cooperativas | Bandera de Brasil    | Alberto Carvalho  | Potosí                  | Víctor Agustín Ugarte                         | 28.000              |
|        | Club Atlético Ciclón                          | Bandera de Bolivia   | Milton Maygua     | Tarija                  | La Bombonera                                  | 5.000               |
|        | Club Deportivo García Agreda                  | Bandera de Argentina | Gustavo Romanello | Tarija                  | La Bombonera                                  | 5.000               |
|        | Club Deportivo Guabirá                        | Bandera de Argentina | Claudio Chacior   | Montero                 | Gilberto Parada                               | 13.000              |
|        | Club Deportivo Real Mamoré                    | Bandera de Bolivia   | Jorge Zambrana    | Trinidad                | Lorgio Zambrano Gran Mamoré                   | 3.000 12.000        |
|        | Club Deportivo Real Santa Cruz                | Bandera de Bolivia   | José Peña         | Santa Cruz de la Sierra | Juan Carlos Durán                             | 10.000              |
|        | Club Deportivo Universitario del Beni         | Bandera de Bolivia   | Cristian Reynaldo | Trinidad                | Lorgio Zambrano Gran Mamoré                   | 3.000 12.000        |
|        | Club Flamengo de Sucre                        | Bandera de Bolivia   | Guido Campos      | Sucre                   | Olímpico Patria                               | 30.000              |
|        | Club Municipalidad de Yacuiba                 | Bandera de Bolivia   | Mauro Blanco      | Yacuiba                 | Néstor Paz Galarza                            | 2.000               |
|        | Club Unión Maestranza de Viacha               | Bandera de Bolivia   | Miguel Sanabria   | Viacha                  | Hernando Siles Luis Lastra                    | 42.000 8.000        |
|        | Club Universitario de San Simón               | Bandera de Bolivia   | Elmer Pérez       | Cochabamba              | Félix Capriles                                | 32.000              |
|        | Club Vaca Díez                                | Bandera de Bolivia   | Robert Padilla    | Cobija                  | Juan Carlos Durán Gran Mamoré Lorgio Zambrano | 10.000 12.000 3.000 |
|        | Escuela de Fútbol Enrique Happ                | Bandera de Bolivia   | William Ramallo   | Entre Ríos              | Félix Capriles Evo Morales                    | 32.000 25.000       |
|        | Sport Boys Warnes                             | Bandera de México    | David de la Torre | Warnes                  | Samuel Vaca                                   | 10.000              |
|        | Oruro Royal Club                              | Bandera de Brasil    | Sandro Coelho     | Oruro                   | Jesús Bermúdez                                | 35.000              |

### Estadios No Habilitados
- Unión Maestranza no pudo jugar de local en el Estadio Municipal de Viacha, debido a que el estadio no cuenta con una cancha de fútbol de césped.
- Enrique Happ, que ahora tiene su sede en Entre Ríos del trópico cochabambino no pudo jugar de local en el Estadio Evo Morales de Ivirgarzama, debido a que el estadio no cuenta con malla olímpica, camarines, ni duchas para jugadores y tampoco para árbitros.

## Distribución geográfica de los equipos
| Departamento | Cantidad | Equipo                   | Condición                                    |
| ------------ | -------- | ------------------------ | -------------------------------------------- |
| Beni         | 2        | Universitario            | Campeón Temporada 2011/12 AFB                |
| Beni         | 2        | Real Mamoré              | Relegado Temporada 2011/12 LFPB              |
| Chuquisaca   | 1        | Flamengo                 | Campeón Temporada 2011/12 ACHF               |
| Cochabamba   | 2        | Universitario            | Subcampeón Temporada 2011/12 AFC             |
| Cochabamba   | 2        | Enrique Happ             | Campeón Copa Bolivia 2012                    |
| La Paz       | 1        | Unión Maestranza         | Campeón Temporada 2011/12 AFLP               |
| Oruro        | 1        | Oruro Royal              | Campeón Temporada 2011/12 AFO                |
| Pando        | 1        | Vaca Díez                | Campeón Temporada 2011/12 APF                |
| Potosí       | 1        | Wilstermann Cooperativas | Campeón Temporada 2011/12 AFP                |
| Santa Cruz   | 3        | Real Santa Cruz          | Campeón Temporada 2011/12 ACF                |
| Santa Cruz   | 3        | Guabirá                  | Relegado Temporada 2011/12 LFPB              |
| Santa Cruz   | 3        | Sport Boys               | Tercer lugar Copa Bolivia 2012               |
| Tarija       | 3        | García Ágreda            | Campeón Temporada 2011/12 ATF                |
| Tarija       | 3        | Municipalidad            | Campeón Torneo Nacional Interprovincial 2012 |
| Tarija       | 3        | Ciclón                   | Subcampeón Copa Bolivia 2012                 |

## Fase de grupos

### Tabla de Posiciones Serie "A"
| Pos | Equipo                 | Pts | PJ | G | E | P | GF | GC | Dif |
| --- | ---------------------- | --- | -- | - | - | - | -- | -- | --- |
| 1º  | Sport Boys             | 20  | 8  | 6 | 2 | 0 | 22 | 6  | 16  |
| 2º  | Real Santa Cruz        | 20  | 8  | 6 | 2 | 0 | 23 | 10 | 13  |
| 3º  | Universitario del Beni | 12  | 8  | 4 | 0 | 4 | 20 | 10 | 10  |
| 4º  | Real Mamoré            | 3   | 8  | 1 | 0 | 7 | 8  | 25 | -17 |
| 5º  | Vaca Díez              | 3   | 8  | 1 | 0 | 7 | 7  | 29 | -22 |

Pts = Puntos; PJ = Partidos Jugados; G = Partidos Ganados; E = Partidos Empatados; P = Partidos Perdidos; GF = Goles Anotados; GC = Goles Recibidos; Dif = Diferencia de gol
|  | Clasificados al Hexagonal Final. |

#### Resultados
| Local / Visita         | RMA | RSC | SPO | UNI | VAC  |
| ---------------------- | --- | --- | --- | --- | ---- |
| Real Mamoré            |     | 2–4 | 0–5 | 1–2 | 3–1  |
| Real Santa Cruz        | 5–1 |     | 1–1 | 1–0 | 2–1  |
| Sport Boys Warnes      | 3–0 | 3–3 |     | 2–0 | 3–0  |
| Universitario del Beni | 3–0 | 1–3 | 0–2 |     | 11–1 |
| Vaca Díez              | 2–1 | 0–4 | 2–3 | 0–2 |      |

| Sport Boys Warnes      | 3 - 3 | Real Santa Cruz | Samuel Vaca | 13 de octubre | 17:00 |
| Universitario del Beni | 3 - 0 | Real Mamoré     | Gran Mamoré | 18 de octubre | 20:00 |

| Real Santa Cruz | 1 - 1 | Sport Boys Warnes      | Juan Carlos Durán | 20 de octubre | 16:00 |
| Real Mamoré     | 1 - 2 | Universitario del Beni | Gran Mamoré       | 20 de octubre | 18:00 |

| Real Santa Cruz   | 2 - 1 | Vaca Díez              | Juan Carlos Durán | 22 de octubre | 16:00 |
| Sport Boys Warnes | 2 - 0 | Universitario del Beni | Samuel Vaca       | 22 de octubre | 20:00 |

| Real Santa Cruz   | 1 - 0 | Universitario del Beni | Juan Carlos Durán | 24 de octubre | 16:00 |
| Sport Boys Warnes | 3 - 0 | Vaca Díez              | Samuel Vaca       | 24 de octubre | 20:00 |

| Sport Boys Warnes | 3 - 0 | Real Mamoré            | Samuel Vaca       | 26 de octubre | 20:00 |
| Vaca Díez         | 0 - 2 | Universitario del Beni | Juan Carlos Durán | 28 de octubre | 14:00 |

| Real Santa Cruz | 5 - 1 | Real Mamoré | Juan Carlos Durán       | 28 de octubre | 16:00 |
| Vaca Díez       | 2 - 1 | Real Mamoré | Ramón Tahuichi Aguilera | 30 de octubre | 16:00 |

| Vaca Díez              | 2 - 3 | Sport Boys      | Gran Mamoré | 1 de noviembre | 19:30 |
| Universitario del Beni | 2 - 3 | Real Santa Cruz | Gran Mamoré | 1 de noviembre | 21:30 |

| Real Mamoré            | 3 - 1 | Vaca Díez  | Gran Mamoré | 3 de noviembre | 20:00 |
| Universitario del Beni | 0 - 2 | Sport Boys | Gran Mamoré | 3 de noviembre | 22:00 |

| Vaca Díez   | 0 - 4 | Real Santa Cruz | Yoyo Zambrano | 5 de noviembre | 19:30 |
| Real Mamoré | 0 - 5 | Sport Boys      | Yoyo Zambrano | 5 de noviembre | 21:30 |

| Real Mamoré            | 2 - 4  | Real Santa Cruz | Gran Mamoré | 7 de noviembre | 19:30 |
| Universitario del Beni | 11 - 1 | Vaca Díez       | Gran Mamoré | 7 de noviembre | 21:30 |

### Tabla de Posiciones Serie "B"
| Pos | Equipo                     | Pts | PJ | G | E | P | GF | GC | Dif |
| --- | -------------------------- | --- | -- | - | - | - | -- | -- | --- |
| 1º  | Guabirá                    | 21  | 8  | 7 | 0 | 1 | 18 | 8  | 10  |
| 2º  | Oruro Royal                | 15  | 8  | 5 | 0 | 3 | 20 | 13 | 7   |
| 3º  | Unión Maestranza           | 10  | 8  | 3 | 1 | 4 | 15 | 14 | 1   |
| 4º  | Universitario de San Simón | 7   | 8  | 2 | 1 | 5 | 12 | 19 | -7  |
| 5º  | Enrique Happ               | 6   | 8  | 2 | 0 | 6 | 6  | 17 | -11 |

Pts = Puntos; PJ = Partidos Jugados; G = Partidos Ganados; E = Partidos Empatados; P = Partidos Perdidos; GF = Goles Anotados; GC = Goles Recibidos; Dif = Diferencia de gol
|  | Clasificados al Hexagonal Final. |

#### Resultados
| Local / Visita             | EH  | GUA | ORU | UM  | UNI |
| -------------------------- | --- | --- | --- | --- | --- |
| Enrique Happ               |     | 1–2 | 1–0 | 1–3 | 1–2 |
| Guabirá                    | 1–0 |     | 5–1 | 3–0 | 3–1 |
| Oruro Royal                | 5–0 | 3–0 |     | 3–1 | 5–3 |
| Unión Maestranza           | 4–0 | 1–2 | 1–2 |     | 3–1 |
| Universitario de San Simón | 0–2 | 1–2 | 2–1 | 2–2 |     |

| Universitario de San Simón | 0 - 2 | Enrique Happ | Félix Capriles | 13 de octubre | 15:30 |
| Unión Maestranza           | 1 - 2 | Oruro Royal  | Luis Lastra    | 13 de octubre | 15:30 |

| Enrique Happ | 1 - 3 | Unión Maestranza           | Félix Capriles  | 20 de octubre | 15:30 |
| Guabirá      | 3 - 1 | Universitario de San Simón | Gilberto Parada | 21 de octubre | 15:30 |

| Unión Maestranza | 1 - 2 | Guabirá      | Hernando Siles | 27 de octubre | 15:30 |
| Oruro Royal      | 5 - 0 | Enrique Happ | Jesús Bermúdez | 27 de octubre | 15:30 |

| Universitario de San Simón | 2 - 2 | Unión Maestranza | Félix Capriles  | 3 de noviembre | 15:30 |
| Guabirá                    | 5 - 1 | Oruro Royal      | Gilberto Parada | 4 de noviembre | 15:30 |

| Oruro Royal  | 5 - 3 | Universitario de San Simón | Jesús Bermúdez | 10 de noviembre | 15:30 |
| Enrique Happ | 1 - 2 | Guabirá                    | Félix Capriles | 10 de noviembre | 15:30 |

| Enrique Happ | 1 - 2 | Universitario de San Simón | Félix Capriles | 17 de noviembre | 15:30 |
| Oruro Royal  | 3 - 1 | Unión Maestranza           | Jesús Bermúdez | 18 de noviembre | 15:30 |

| Unión Maestranza           | 4 - 0 | Enrique Happ | Hernando Siles | 24 de noviembre | 15:30 |
| Universitario de San Simón | 3 - 1 | Guabirá      | Félix Capriles | 25 de noviembre | 15:30 |

| Enrique Happ | 1 - 0 | Oruro Royal      | Municipal de Quillacollo | 1 de diciembre | 15:30 |
| Guabirá      | 3 - 0 | Unión Maestranza | Gilberto Parada          | 2 de diciembre | 15:30 |

| Unión Maestranza | 3 - 1 | Universitario de San Simón | Hernando Siles | 8 de diciembre | 15:30 |
| Oruro Royal      | 3 - 0 | Guabirá                    | Jesús Bermúdez | 8 de diciembre | 15:30 |

| Universitario de San Simón | 2 - 1 | Oruro Royal  | Félix Capriles  | 15 de diciembre | 15:30 |
| Guabirá                    | 1 - 0 | Enrique Happ | Gilberto Parada | 16 de diciembre | 15:30 |

### Tabla de Posiciones Serie "C"
| Pos | Equipo                   | Pts | PJ | G | E | P | GF | GC | Dif |
| --- | ------------------------ | --- | -- | - | - | - | -- | -- | --- |
| 1º  | Ciclón                   | 16  | 8  | 4 | 4 | 0 | 16 | 7  | 9   |
| 2º  | Flamengo                 | 13  | 8  | 3 | 4 | 1 | 12 | 8  | 4   |
| 3º  | Municipalidad            | 10  | 8  | 3 | 1 | 4 | 9  | 17 | -8  |
| 4º  | García Ágreda            | 8   | 8  | 1 | 5 | 2 | 14 | 12 | 2   |
| 5º  | Wilstermann Cooperativas | 5   | 8  | 1 | 2 | 5 | 9  | 16 | -7  |

Pts = Puntos; PJ = Partidos Jugados; G = Partidos Ganados; E = Partidos Empatados; P = Partidos Perdidos; GF = Goles Anotados; GC = Goles Recibidos; Dif = Diferencia de gol
|  | Clasificados al Hexagonal Final. |

#### Resultados
| Local / Visita           | CIC | FLA | GAR | MUN | WIL |
| ------------------------ | --- | --- | --- | --- | --- |
| Ciclón                   |     | 1–1 | 2–2 | 4–0 | 4–2 |
| Flamengo                 | 1–1 |     | 3–3 | 3–1 | 3–1 |
| García Agreda            | 0–0 | 0–1 |     | 2–3 | 6–2 |
| Municipalidad            | 1–3 | 1–0 | 1–1 |     | 2–1 |
| Wilstermann Cooperativas | 0–1 | 0–0 | 0–0 | 3–0 |     |

| Flamengo      | 3 - 1 | Wilstermann Cooperativas | Olímpico Patria | 13 de octubre | 15:30 |
| García Agreda | 0 - 0 | Ciclón                   | La Bombonera    | 14 de octubre | 15:30 |

| Ciclón        | 1 - 1 | Flamengo      | La Bombonera       | 21 de octubre | 15:30 |
| Municipalidad | 1 - 1 | García Agreda | Néstor Paz Galarza | 21 de octubre | 15:30 |

| Flamengo                 | 3 - 1 | Municipalidad | Olímpico Patria       | 27 de octubre | 15:30 |
| Wilstermann Cooperativas | 0 - 1 | Ciclón        | Víctor Agustín Ugarte | 27 de octubre | 15:30 |

| García Agreda | 0 - 1 | Flamengo                 | La Bombonera       | 3 de noviembre | 15:30 |
| Municipalidad | 2 - 1 | Wilstermann Cooperativas | Néstor Paz Galarza | 4 de noviembre | 15:30 |

| Wilstermann Cooperativas | 0 - 0 | García Agreda | Víctor Agustín Ugarte | 10 de noviembre | 15:30 |
| Ciclón                   | 4 - 0 | Municipalidad | La Bombonera          | 11 de noviembre | 15:30 |

| Wilstermann Cooperativas | 0 - 0 | Flamengo      | Víctor Agustín Ugarte | 17 de noviembre | 15:30 |
| Ciclón                   | 0 - 0 | García Agreda | La Bombonera          | 18 de noviembre | 15:30 |

| Flamengo      | 1 - 1 | Ciclón        | Olímpico Patria | 24 de noviembre | 15:30 |
| García Agreda | 2 - 3 | Municipalidad | La Bombonera    | 25 de noviembre | 15:30 |

| Municipalidad | 1 - 0 | Flamengo                 | Néstor Paz Galarza | 2 de diciembre | 15:30 |
| Ciclón        | 4 - 2 | Wilstermann Cooperativas | La Bombonera       | 2 de diciembre | 15:30 |

| Flamengo                 | 3 - 3 | García Agreda | Olímpico Patria       | 8 de diciembre | 15:30 |
| Wilstermann Cooperativas | 3 - 0 | Municipalidad | Víctor Agustín Ugarte | 8 de diciembre | 15:30 |

| García Agreda | 6 - 2 | Wilstermann Cooperativas | La Bombonera       | 16 de diciembre | 15:30 |
| Municipalidad | 1 - 3 | Ciclón                   | Néstor Paz Galarza | 16 de diciembre | 15:30 |

## Hexagonal Final
|  | Pos | Equipo          | Pts | PJ | G | E | P | GF | GC | Dif |
|  | 1º  | Guabirá         | 21  | 10 | 6 | 3 | 1 | 24 | 12 | +12 |
|  | 2º  | Sport Boys      | 19  | 10 | 5 | 2 | 3 | 17 | 15 | +2  |
|  | 3º  | Ciclón          | 18  | 10 | 5 | 3 | 2 | 24 | 12 | +12 |
|  | 4º  | Real Santa Cruz | 15  | 10 | 4 | 3 | 3 | 19 | 14 | +5  |
|  | 5º  | Oruro Royal     | 6   | 10 | 1 | 3 | 6 | 6  | 24 | -18 |
|  | 6º  | Flamengo        | 1   | 10 | 0 | 4 | 6 | 7  | 20 | -13 |

Pts = Puntos; PJ = Partidos Jugados; G = Partidos Ganados; E = Partidos Empatados; P = Partidos Perdidos; GF = Goles Anotados; GC = Goles Recibidos; Dif = Diferencia de gol
|  | Campeón, ascendió directamente a Primera División. |
|  | Jugará el ascenso indirecto.                       |

### Evolución de los equipos
| Equipo / Fecha  | 01 | 02 | 03 | 04 | 05 | 06 | 07 | 08 | 09 | 10 |
| --------------- | -- | -- | -- | -- | -- | -- | -- | -- | -- | -- |
| Ciclón          | 1  | 2  | 1  | 1  | 2  | 3  | 2  | 2  | 3  | 3  |
| Flamengo        | 4  | 5  | 5  | 6  | 6  | 6  | 6  | 6  | 6  | 6  |
| Guabirá         | 2  | 1  | 2  | 2  | 1  | 1  | 1  | 1  | 1  | 1  |
| Oruro Royal     | 4  | 3  | 4  | 4  | 5  | 5  | 5  | 5  | 5  | 5  |
| Sport Boys      | 2  | 4  | 3  | 3  | 4  | 2  | 4  | 3  | 2  | 2  |
| Real Santa Cruz | 6  | 6  | 6  | 5  | 3  | 4  | 3  | 4  | 4  | 4  |

### Resultados
| Local / Visita  | CIC | FLA | GUA | ORU | RSC | SPO  |
| --------------- | --- | --- | --- | --- | --- | ---- |
| Ciclón          |     | 3–1 | 3–0 | 4–1 | 4–1 | 0–0  |
| Flamengo        | 2–2 |     | 1–2 | 0–0 | 0–3 | 1–1* |
| Guabirá         | 2–1 | 3–1 |     | 5–0 | 1–1 | 5–1  |
| Oruro Royal     | 1–4 | 0–0 | 1–1 |     | 2–0 | 0–1  |
| Real Santa Cruz | 2–2 | 2–1 | 1–1 | 6–0 |     | 0–2  |
| Sport Boys      | 2–1 | 4–0 | 2–4 | 3–1 | 1–3 |      |

Fecha 1
| Sábado, 23 de febrero de 2013, 15:30 | Sport Boys | 3:1 | Oruro Royal | Estadio Samuel Vaca, Warnes |  |

| Domingo, 24 de febrero de 2013, 15:30 | Guabirá | 3:1 | Flamengo | Estadio Gilberto Parada, Montero |  |

| Domingo, 24 de febrero de 2013, 15:30 | Ciclón | 4:1 | Real Santa Cruz | Estadio IV Centenario, Tarija |  |

Fecha 2
| Sábado, 2 de marzo de 2013, 15:30 | Flamengo | 2:2 | Ciclón | Estadio Sucre, Sucre |  |

| Sábado, 2 de marzo de 2013, 15:30 | Oruro Royal | 2:0 | Real Santa Cruz | Estadio Jesús Bermúdez, Oruro |  |

| Domingo, 3 de marzo de 2013, 15:30 | Guabirá | 5:1 | Sport Boys | Estadio Gilberto Parada, Montero |  |

Fecha 3
| Sábado, 9 de marzo de 2013, 15:30 | Real Santa Cruz | 1:1 | Guabirá | Estadio Juan Carlos Durán, Santa Cruz |  |

| Domingo, 10 de marzo de 2013, 15:30 | Ciclón | 4:1 | Oruro Royal | Estadio IV Centenario, Tarija |  |

| Sábado, 9 de marzo de 2013, 15:30 | Flamengo | 1:1* | Sport Boys |  |  |

Fecha 4
| Sábado, 16 de marzo de 2013, 15:30 | Real Santa Cruz | 2:1 | Flamengo | Estadio Juan Carlos Durán, Santa Cruz |  |

| Sábado, 16 de marzo de 2013, 15:30 | Oruro Royal | 1:1 | Guabirá | Estadio Jesús Bermúdez, Oruro |  |

| Domingo, 17 de marzo de 2013, 15:30 | Ciclón | 0:0 | Sport Boys | Estadio IV Centenario, Tarija |  |

Fecha 5
| Sábado, 23 de marzo de 2013, 15:30 | Flamengo | 0:0 | Oruro Royal |  |  |

| Sábado, 23 de marzo de 2013, 15:30 | Sport Boys | 1:3 | Real Santa Cruz | Estadio Samuel Vaca, Warnes |  |

| Domingo, 24 de marzo de 2013, 15:30 | Guabirá | 2:1 | Ciclón | Estadio Gilberto Parada, Montero |  |

Fecha 6
| Sábado, 30 de marzo de 2013, 15:30 | Flamengo | 1:2 | Guabirá |  |  |

| Sábado, 30 de marzo de 2013, 15:30 | Oruro Royal | 0:1 | Sport Boys | Estadio Jesús Bermúdez, Oruro |  |

| Sábado, 30 de marzo de 2013, 15:30 | Real Santa Cruz | 2:2 | Ciclón | Estadio Juan Carlos Durán, Santa Cruz |  |

Fecha 7
| Sábado, 6 de abril de 2013, 15:30 | Real Santa Cruz | 6:0 | Oruro Royal | Estadio Juan Carlos Durán, Santa Cruz |  |

| Domingo, 7 de abril de 2013, 15:30 | Sport Boys | 2:4 | Guabirá | Estadio Ramón Tahuichi Aguilera, Warnes |  |

| Domingo, 7 de abril de 2013, 15:30 | Ciclón | 3:1 | Flamengo | Estadio IV Centenario, Tarija |  |

Fecha 8
| Sábado, 13 de abril de 2013, 15:30 | Sport Boys | 4:0 | Flamengo | Estadio Samuel Vaca, Warnes |  |

| Sábado, 13 de abril de 2013, 15:30 | Oruro Royal | 1:4 | Ciclón | Estadio Jesús Bermúdez, Oruro |  |

| Domingo, 14 de abril de 2013, 15:30 | Guabirá | 1:1 | Real Santa Cruz | Estadio Gilberto Parada, Montero |  |

Fecha 9
| Sábado, 20 de abril de 2013, 15:30 | Flamengo | 0:3 | Real Santa Cruz |  |  |

| Sábado, 20 de abril de 2013, 15:30 | Sport Boys | 2:1 | Ciclón | Estadio Samuel Vaca, Warnes |  |

| Domingo, 21 de abril de 2013, 15:30 | Guabirá | 5:0 | Oruro Royal | Estadio Gilberto Parada, Montero |  |

Fecha 10
| Sábado, 27 de abril de 2013, 15:30 | Oruro Royal | 0:0 | Flamengo | Estadio Jesús Bermúdez, Oruro |  |

| Sábado, 27 de abril de 2013, 15:30 | Ciclón | 3:0 | Guabirá | Estadio IV Centenario, Tarija |  |

| Sábado, 27 de abril de 2013, 15:30 | Real Santa Cruz | 0:2 | Sport Boys | Estadio Juan Carlos Durán, Santa Cruz |  |

## Campeón
| Guabirá 3º título |

## Partidos por el Ascenso Indirecto
Los equipos de Sport Boys y Petrolero se enfrentarán en partidos de ida y vuelta previo al sorteo de las localías. De persistir empate jugarán un partido extra en cancha neutral y si se mantienen se definirán mediante ejecución de tiros desde el punto penal. El ganador obtendrá un lugar en la temporada 2013/14.

### Petrolero - Sport Boys
| 2 de junio de 2013, 16:00 (UTC-4) | Sport Boys                            | 2:2 (2:1) | Petrolero                                | Estadio Samuel Vaca, Warnes |  |
|                                   | Thiago Leitão 33' · Héctor Gaitán 41' | Reporte   | Luis Guevara 16' · Martin Palavicini 86' |                             |  |

| 9 de junio de 2013, 16:00 (UTC-4) | Petrolero               | 1:1 (1:0) | Sport Boys         | Defensores de Villamontes, Villamontes |  |
|                                   | Fernando Montenegro 39' |           | Marcos Ovejero 25' |                                        |  |

| 13 de junio de 2013, 20:00 (UTC-4) | Petrolero | 0:2 (0:0) | Sport Boys             | Estadio Ramón Tahuichi Aguilera, Santa Cruz de la Sierra |                                 |
|                                    |           | Reporte   | Joaquín Botero 89, 92' | Asistencia: 28,000 espectadores                          | Asistencia: 28,000 espectadores |

### Clasificación Final
|                                          |                                          |
| Sport Boys (Asciende a Primera División) | Petrolero (Desciende a Segunda División) |